# Okurka angurie

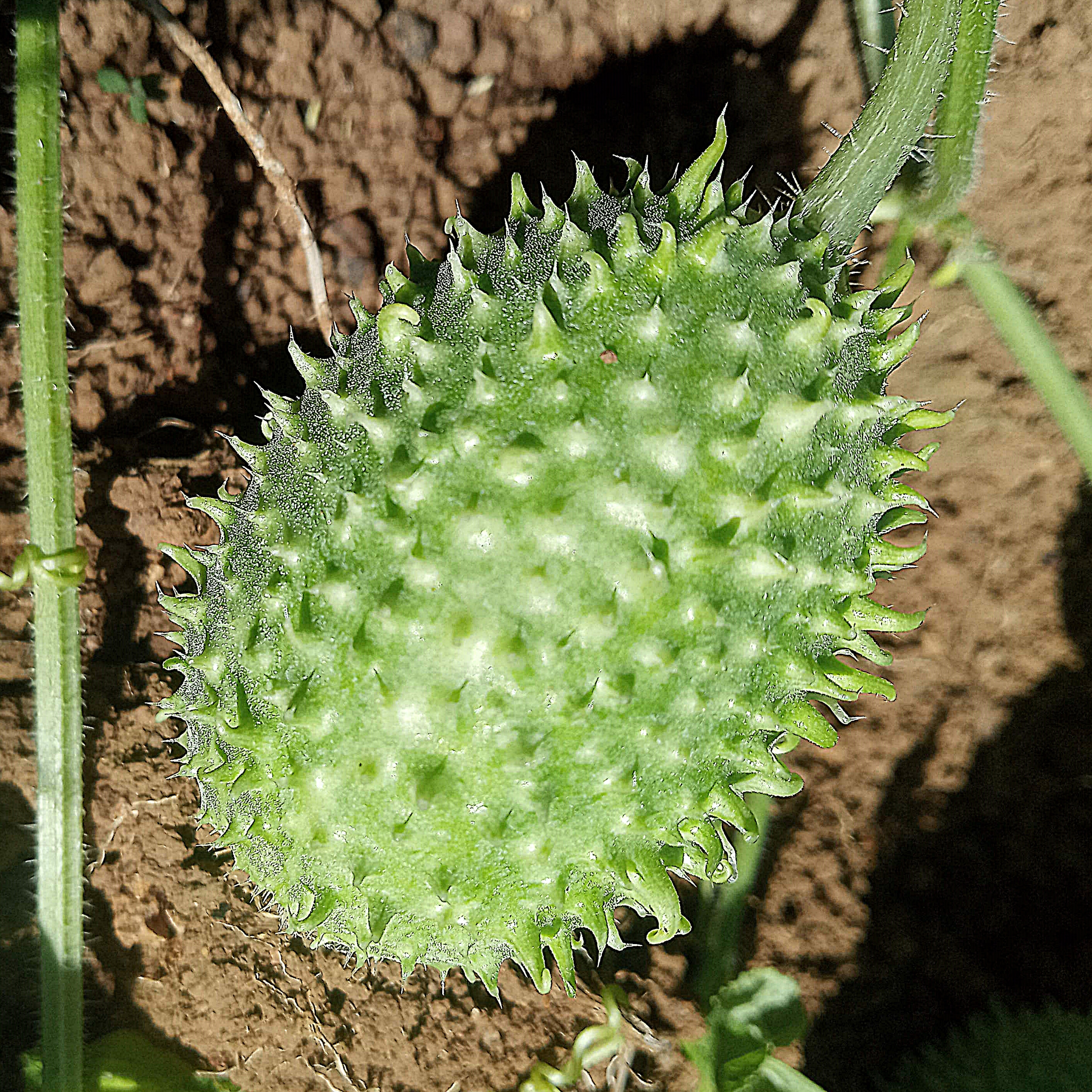
Nezralý ostnitý plod

Okurka angurie (Cucumis anguria) je středo a jihoafrický druh rodu okurka. Je to bylina s až třímetrovými plazivými nebo popínavými lodyhami. Plodí jedlé bobule, které bývají okolo 4 cm velké a jsou poseté měkkými ostny. Je atraktivní alternativou k běžné okurce seté pro použití jako nakládané okurky, má menší problémy se škůdci a chorobami a větší výnosnost.

## Rozšíření
Původní areál tohoto druhu okurky se rozkládá v Africe od rovníku ve státech Konžská demokratická republika a Tanzanie až po státy na jihu Afriky: Angola, Botswana, Jihoafrická republika, Malawi, Mosambik, Namibie, Svazijsko, Zambie a Zimbabwe. Nejpestřejší výskyt je v oblastech okolo pouště Kalahari.
Rostlina byla postupně rozšířena i do Střední a Jižní Ameriky, na většinu ostrovů v Karibiku i do některých jižních států Spojených států amerických, pěstuje se také v severní Austrálii a na Nové Kaledonii. Ve střední Evropě není pro ni vhodné klima, pouze občas se pěstuje pro ostnité ozdobné plody.

## Ekologie
Vyskytuje se hlavně v tropech a subtropech, ojediněle může uspět i v oblastech mírného pásma s dlouhými horkými léty. Nejlépe se jí daří na místech, kde se průměrné denní teploty pohybují v rozmezí 24 až 28 °C, snese i toleranci 10 až 35 °C, nepřežije však pokles teploty blízký k 0 °C. Upřednostňuje průměrné roční srážky v rozmezí 800 až 1000 mm a snese 300 až 1700 mm. Vyžaduje výživnou půdu jenž dokáže zadržovat vlhkost ale je dobře odvodněná, potřebuje teplé a velmi slunné stanoviště. Upřednostňuje pH v rozmezí 6 až 7,5, toleruje 5,5 až 8,3. Vyskytuje se po okrajích listnatých i smíšených lesů, v rozlehlých keřovitých savanách a v travnatých porostech sahajících až do polopouští, mnohde vyrůstá i jako plevel na obdělávaných polích a to až do nadmořské výšky 1500 m n. m.
Existují okurky angurie s hořkými i nehořkými plody. Původní s hořkými plody byly z Afriky zavlečené do Ameriky, kde z nich vznikly rostliny s plody nehořkými a ty byly zpětně přenesené do Afriky i do Austrálie. U divokých původních forem se hořkost plodu se stupněm zralostí výrazně zvyšuje, proto se konzumují ještě nezralé. Hlavní hořkou látkou je cucurbitacin B, tetracyklický triterpenoid, který je pro savce toxický, varem se jeho toxicita likviduje.
Jsou uznávané dvě variety. Divoké rostliny, převážně s hořkými plody a delšími ostny jsou popsané jako Cucumis anguria var. 'longipes', kdežto kultivované rostliny s nehořkými plody a kratšími ostny jako Cucumis anguria var. 'anguria'. Tyto dvě variety jsou poměrně stabilní, rostlinám s nehořkými plody chybí gen zajišťující hořkost.

## Popis
Jednoletá rostlina vyrůstající z do široka rozprostřených tenkých kořenů. Má rýhované lodyhy s rozdvojenými štětinatými úponky dlouhými 3 až 6 cm, kterými se přichycuje případné opory. Roztroušeně chlupatá lodyha je střídavě porostlá široce vejčitými listy s čepelemi velkými až 10 × 12,5 cm, hluboce tří až sedmilaločnými, které jsou oboustranně hrubě chlupaté a po obvodě zvlněné i jemně zubaté; řapík mívají dlouhý 4 až 12 cm.
Nálevkovité žluté květy jsou jednopohlavné, na stejné rostlině vyrůstají samčí i samičí. Pětičetné květy mají drobné kališní lístky úzce trojhranné a žluté korunní lístky, jež jsou eliptické, na bázi srostlé a dlouhé 4 až 8 mm. Samčí květy, mající v průměru asi 1,5 cm, vyrůstají jednotlivě nebo ve dvou až desetikvětých koncových hroznech na stopkách 1 až 3 cm dlouhých, obsahují tři tyčinky s výraznými žlutými prašníky, dva prašníky mají po dvou prašných váčcích a třetí pouze jeden. Samičí květy, velké asi 2 cm, rostou jednotlivě na stopce 2 až 10 cm dlouhé, mají eliptický, spodní semeník a krátkou sloupkovitou čnělku s třílaločnou bliznou.
Plod je eliptická až podlouhlá, mnohosemenná, šťavnatá bobule dlouhá 3 až 4,5 cm a tlustá 2 až 3,5 cm připojená k rozšiřující se stopce 5 až 12 cm dlouhé. Bobule je z počátku zelená nebo slabě zeleně pruhovaná a ve zralosti bledě žlutá. Na povrchu má měkké, 3 až 11 mm dlouhé, tenké ostny s průhlednými špičkami. Obsahuje hladká, eliptická semena, 5 až 6 mm velká a z boku stlačená. Dužina plodu je světle šedá až nazelenalá.

## Rozmnožování
Ve svém přirozeném prostředí semeno vzklíčí na světle za několik dní během letních dešťů, kdy jsou noční teploty nad 12 °C a půda je dostatečně vlhká. Vysévají se do hnízd po třech až čtyřech s roztečí 30 cm do řádků od sebe vzdálených 100 až 150 cm. Při brzkém nástupu sucha je nutná zálivky.
Počáteční stonek vyroste za několik dnů do výšky 20 cm a teprve z něj vyrůstají popínavé lodyhy, které se od základny větví a dosahují délky 2 až 3 metrů. Na nich nejdříve vyrůstají samčí a teprve později samičí květy, které jsou samosprašné a bývají opylovány hmyzem. Delší dny a vyšší teplota podporuje vývoj samičích květů, kratší dny a nižší teplota květů samčích. Prvé plody se získají za 60 až 75 dnů od výsadby, tvorba dalších květů a plodů pokračuje po několik měsíců, jedna rostlina jich může poskytnout až 50. Plody zůstávají připojené k uschlým lodyhám ještě dlouho poté, co tyto na konci vegetačního období uschly. V Africe je zvykem ochutnat první ovoce rostliny a pokud je hořké, vyřadí se celá rostlina.

## Význam
Rostliny s hořkými plody se pěstují pro listy, které se vaří a používají pro zahušťování polévek a omáček, v oblastech s častým déletrvajícím suchem a nedostatkem potravin se v době hojnosti suší a skladují na „horší časy“. Plody nehořkých forem jsou místy běžná stolová zelenina, jedí se syrové nebo se používají do dušených pokrmů a polévek. V Africe jsou plody většinou sbírány s divoce rostoucích rostlin, teprve v poslední době se místy začínají účelově vysévat. Ve střední a jižní Americe se obvyklé pěstují na polích a nezralé, zelené plody se kromě běžné konzumace nakládají obdobně jako plody okurky seté v Evropě.
Čerstvý plod okurky angurie je ve 100 g jedlé části tvořen: voda 93 g, energie 71 kJ (17 kcal), bílkoviny 1,4 g, tuky 0,5 g, sacharidy 2,9 g, vápník 27 mg, fosfor 34 mg, železo 0,6 mg, vitamin A 325 UI, vitamín B1 0,15 mg, vitamín B2 0,4 mg, niacin 0,5 mg, kyselina askorbová 548 mg. Olej vylisovaný ze semen se skládá z kyselin linolové, olejové, palmitové a stearové.
Okurka angurie se za příhodných podmínek rychle rozmnožuje, v tropické Americe se velmi rychle rozšířila na v současnosti opuštěné zemědělské půdě nebo ve vykácených lesích a je místy hodnocená jako nepříjemný invazní plevel. Její plody požírají různá přežvýkavá i nepřežvýkavá zvířata, opice a další, která semena rostlin se svým trusem šíří po blízkém i vzdálenějším okolí.
Bylina je poměrně odolná vůči škůdcům a chorobám, má přirozenou odolnost vůči mozaikovému viru, skvrnitosti, hlísticím, padlí a molicím. Na plodech jen zřídka parazitují larvy ovocných mušek, které napadají většinu ostatních druhů tykvovitých rostlin.

## Galerie

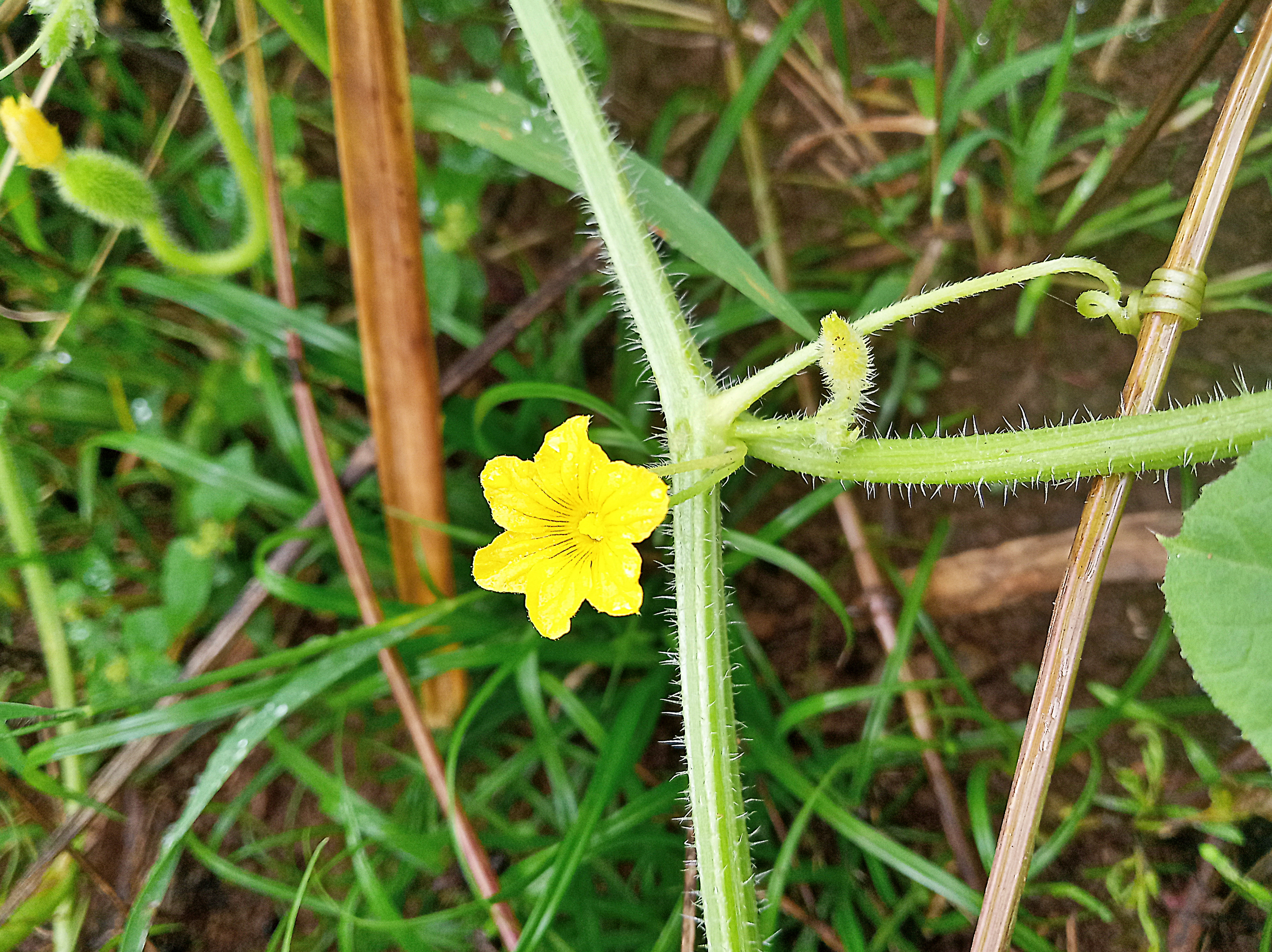
Samčí květ a úponek
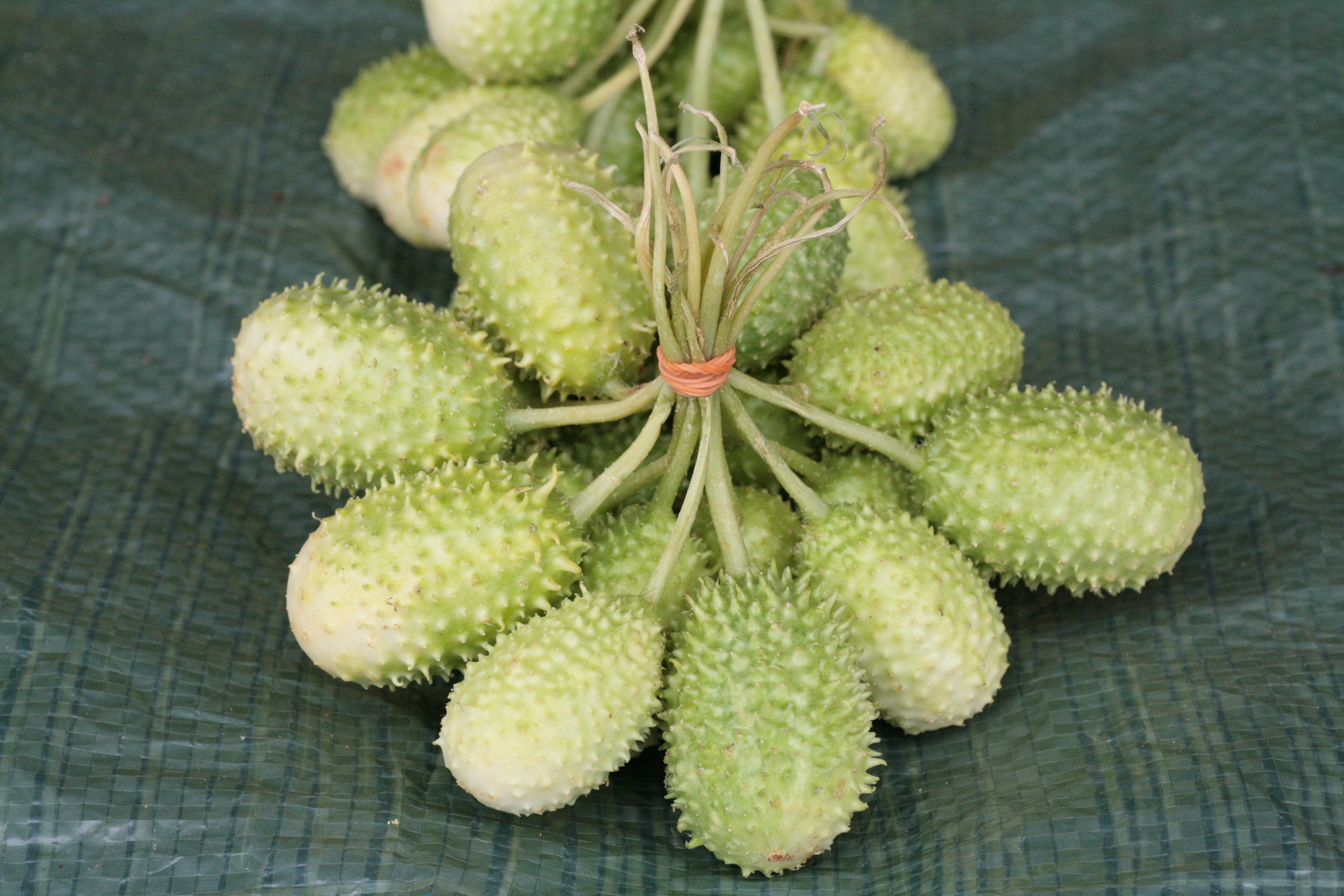
Svazek zralých plodů
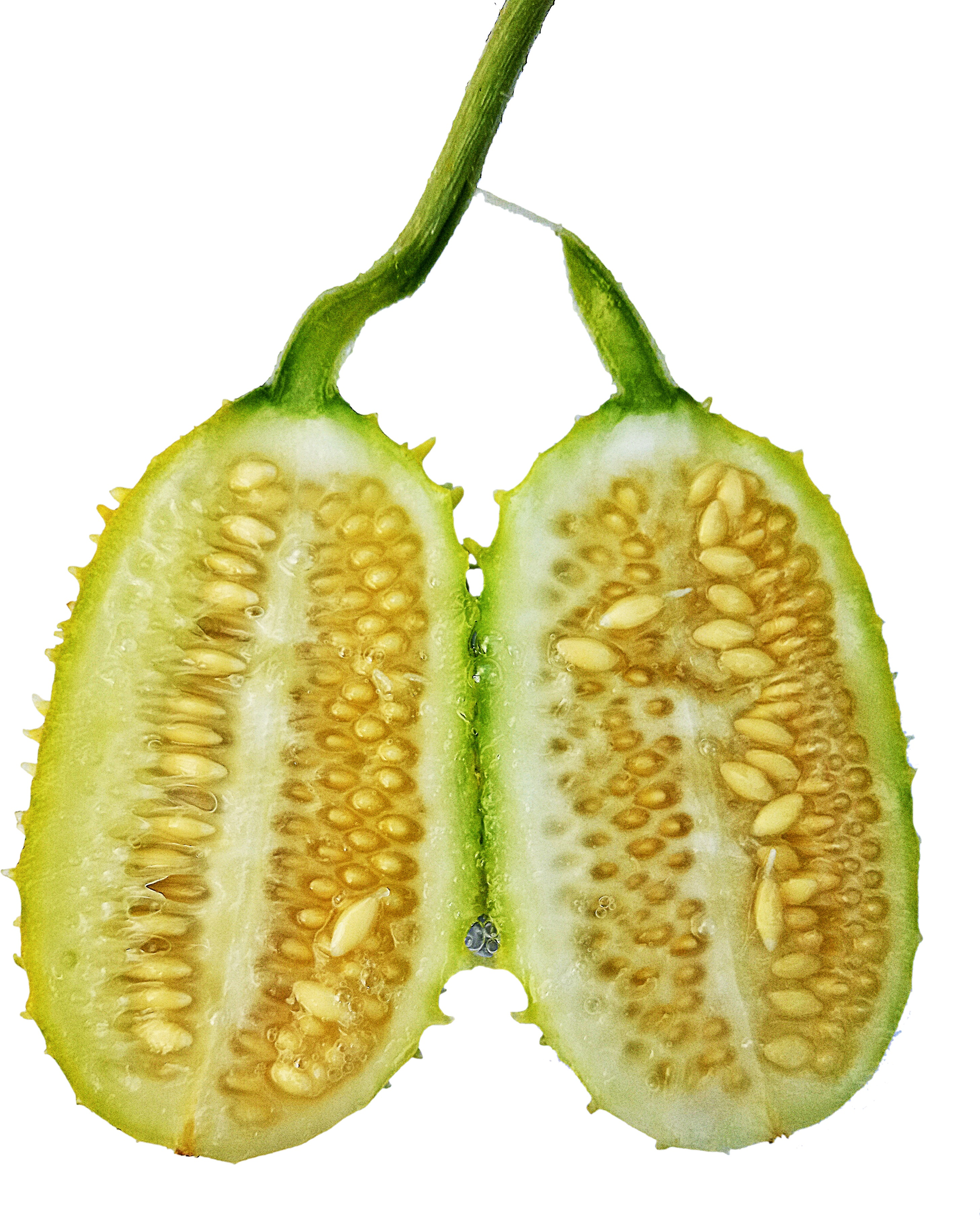
Řez plodem
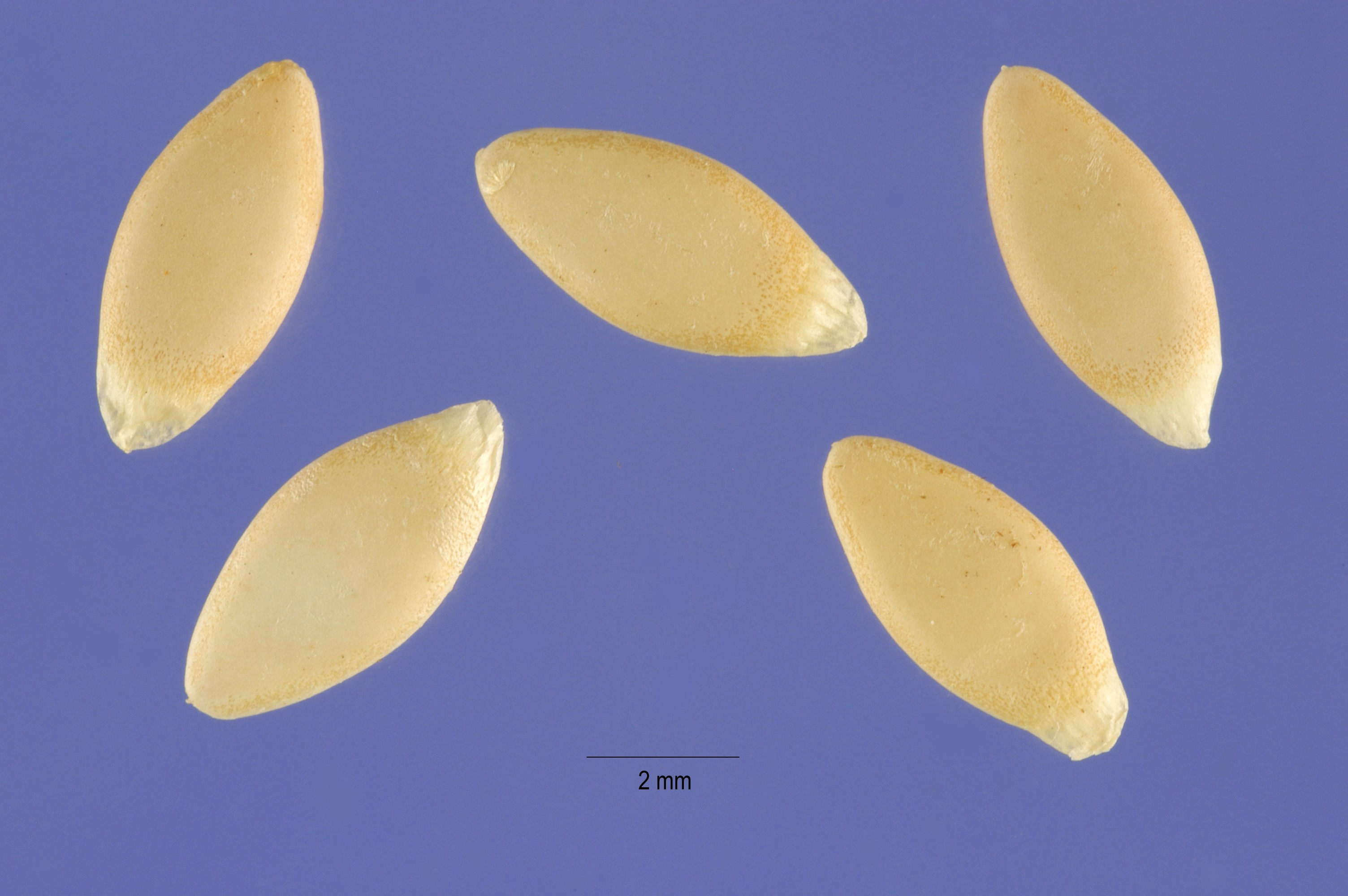
Semena